# Piotr Kępiński

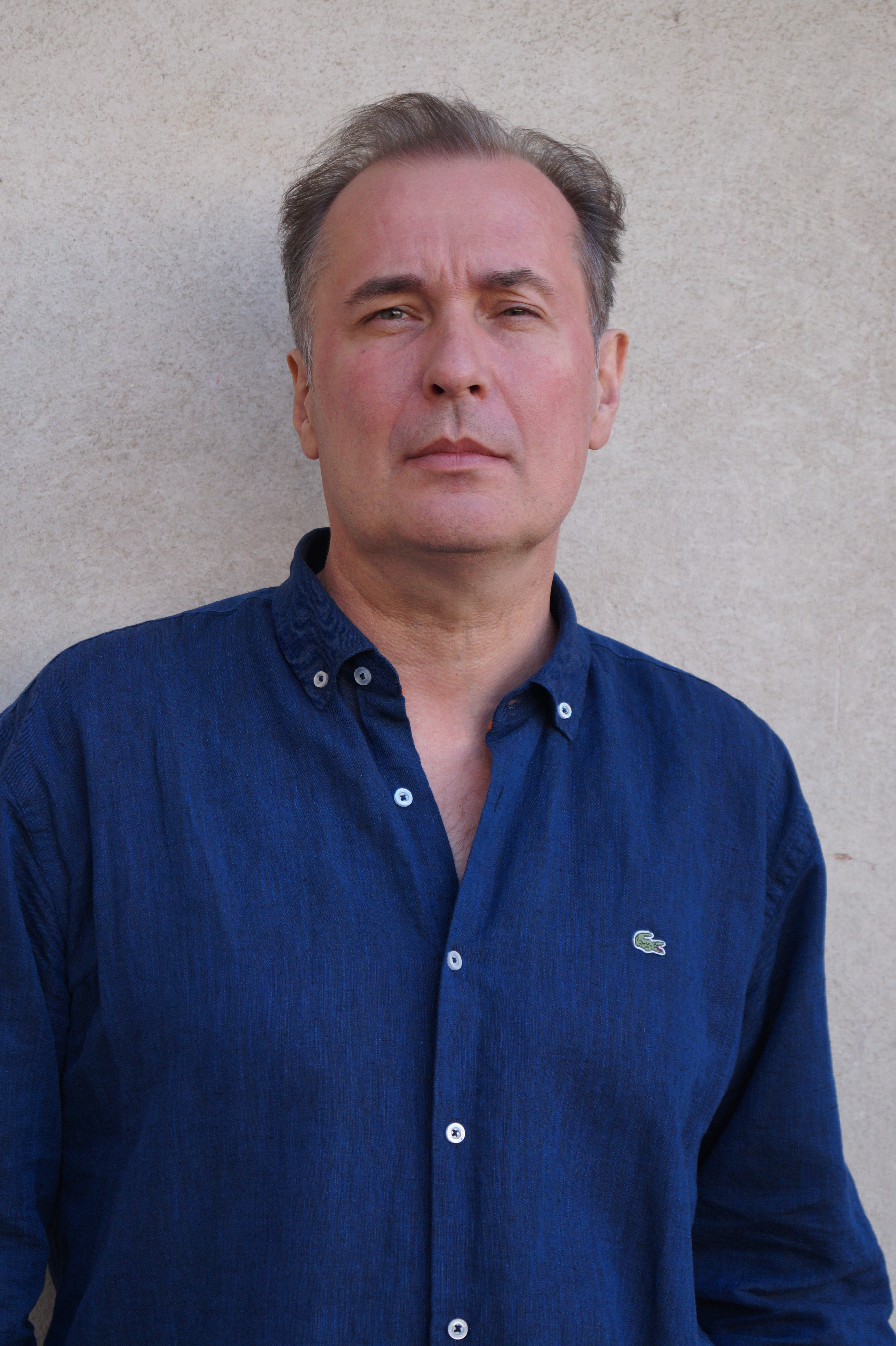
Piotr Kępiński, 2017

Piotr Kępiński (* 23. Juni 1964 in Posen) ist ein polnischer Dichter, Literaturkritiker und Essayist.

## Leben
Kępiński besuchte das Gymnasium in Posen und studierte nach dem Abitur Polonistik an der Adam-Mickiewicz-Universität Posen. Von 1997 bis 1999 war er stellvertretender Chefredakteur der Zeitschrift Czas Kultury sowie Chefredakteur der Zeitschrift Megaron. Er war Leiter des Kulturteils der Zeitung Dziennik sowie des Magazins Newsweek Polska. Er arbeitet mit den Zeitschriften Nowa Europa Wschodnia und Twórczość zusammen. Von 2006 bis 2016 war er Jurymitglied des Mitteleuropäischen Literaturpreises Angelus. Seit 2008 ist er Jurymitglied des Breslauer Lyrikpreises Silesius. Er lebt in Rom.

## Publikationen

### Lyrik
- Porcelana, 1992
- Wszystko to więcej, 1999
- Cień kości, 2002
- Słona mgła, 2006
- Na wynos!, 2010
- Ludzie nieludzkie, 2017

### Gespräche
- Któż to opisze, któż to uciszy. Rozmowy z Wincentym Różańskim, 1997
- Nie byłem Papkinem. Rozmowy z Jerzym Stasiukiem, 1999
- Rozmowa Litwina z Polakiem, 2015, zusammen mit Herkus Kunčius

### Essays
- Bez stempla, 2007
- Litewski spleen, 2017